# Srah Srang

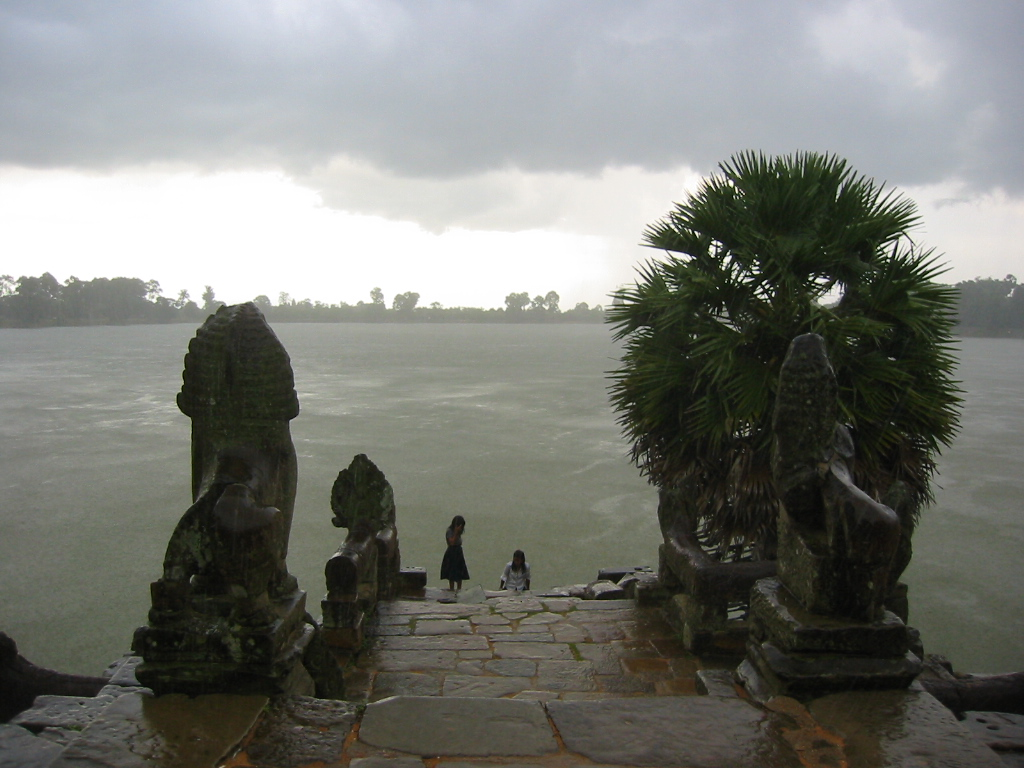
El Srah Srang desde la plataforma del oeste.

Srah Srang (camboyano: ស្រះស្រង់) es un baray (embalse) de Angkor, Camboya, situado al sur del Baray del Este y al este del Banteay Kdei.

## Historia
Fue excavado en la segunda mitad del siglo X, por iniciativa de Kavindrarimathana, ministro budista de Rajendravarman II.
Más tarde, alrededor del año 1200, fue modificado por Jayavarman VII, quien agregó el embarcadero de su lado oeste, probablemente porque el Baray del Este, estaría embancado con sedimentos y había comenzado a funcionar mal. Arqueólogos franceses, han encontrado una necrópolis cerca de él

## El sitio
En la actualidad, Srah Srang mide 700 por 350 metros y todavía está parcialmente inundado. Como en otros Baray, tal vez hubo un templo, erguido sobre una isla artificial en su centro, según lo sugiere el hallazgo de un sótano.  
El embarcadero, frente a la entrada de Banteay Kdei, es un sitio popular para ver la salida del sol. Tiene forma de cruz, flanqueado por balaustradas que representan a Naga, la serpiente con la cabeza erguida, montadas por Garudá con las alas desplegadas.

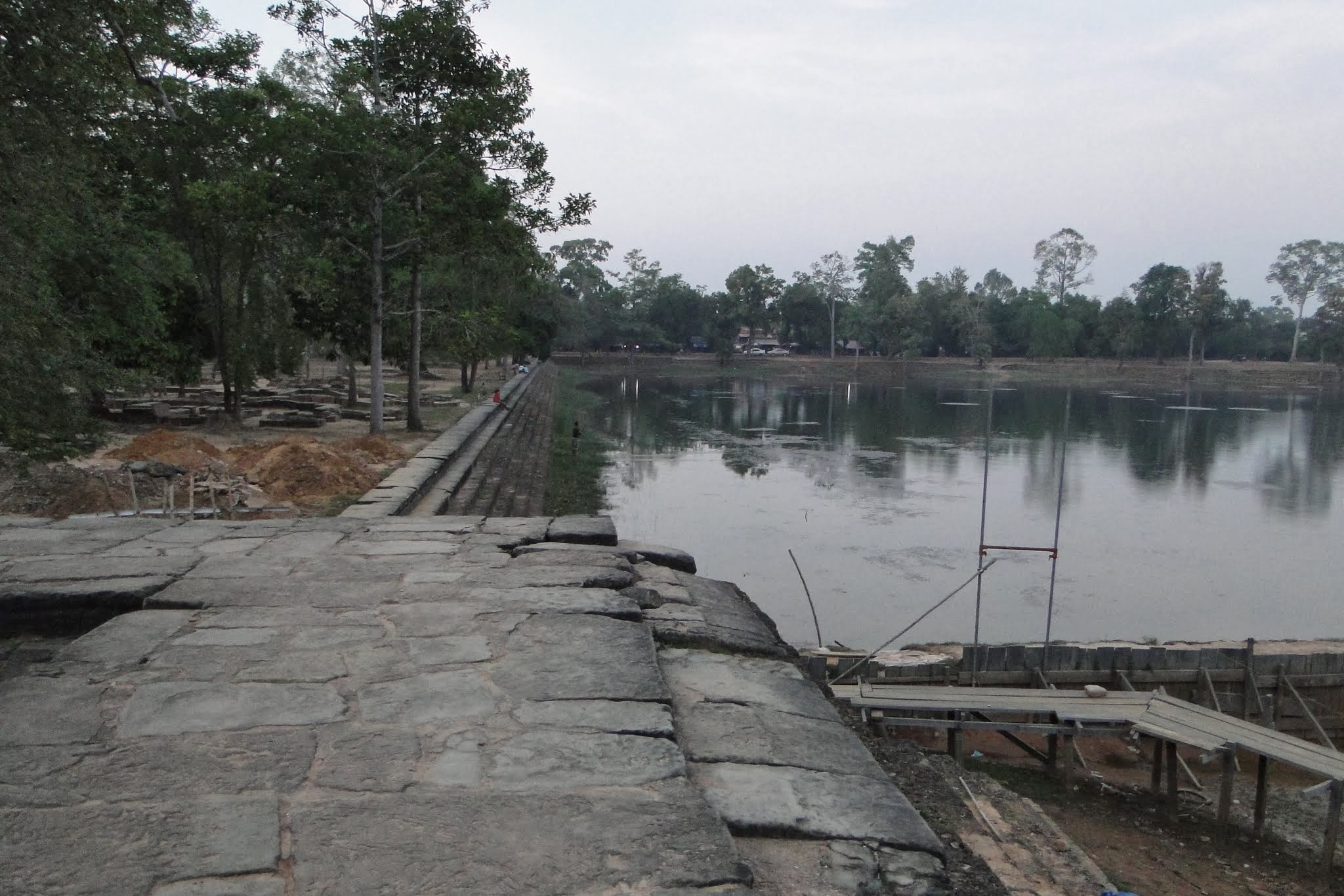
Terraplén de piedra